# Bocula sejuncta
Bocula sejuncta là một loài bướm đêm thuộc họ Noctuidae. Nó được tìm thấy ở Ấn Độ Subregion, Borneo, Sumbawa, Sulawesi, New Guinea và Queensland.
Ấu trùng ăn các loài Pongamia. It lives on the underside of the leaves, skeletonising them from the edges.